# Nérée
Pour astéroïde, voir (4660) Nérée.
Dans la mythologie grecque, Nérée (en grec ancien : Νηρεύς / Nēreús, de νέειν / néein, « nager ») est un dieu marin primitif, surnommé le « Vieillard de la Mer ».

## Étymologie
Robert S. P. Beekes (en) suggère une origine pré-grecque.
Linguistiquement, la racine du mot νε, νη, να (ne, nē, na) est dans le nom ainsi que dans Néritès ou Néréides. C'est à partir de cette racine que des mots sont formés pour tout ce qui nage, coule, inonde et est aqueux : νέειν nage, ναῦς navire, νᾶμα liquide, νῆσος île (nage dans la mer), et en grec moderne : νερό pour eau, pluie. La racine du mot formée à partir de la racine nēr forme avec le suffixe eús l'adjectif nēreús, de l'eau, donnant le nom Néreus, francisé en Nérée.

## Généalogie et famille
Nérée est le fils aîné de Pontos (le Flot) et de Gaïa (la Terre) — cependant, Hésiode le fait naître de Pontos sans aucun concours féminin —, et a quatre frères et sœurs de plein sang : Thaumas, Phorcys, Céto et Eurybie, ainsi que de nombreux demi-frères et demi-sœurs.
Il est marié à l’Océanide Doris et le père des cinquante Néréides et du dieu marin Néritès, leur unique fils.

## Mythe
Il réside dans les eaux de la mer Égée.
Hésiode et Pindare célèbrent sa justice bienveillante, d'où ses épithètes, « véridique », « bienveillant », « sans mensonge ni oubli ».

## Récits et mentions postérieurs
D'après Nonnos, dans l'oeuvre duquel Amphitrite n'apparait pas comme l'épouse de Poséidon, Il fait partie des divinités marines à combattre aux coté de Poséidon lors de la naumachie contre Dionysos pour l'obtention de la belle Béroé, fille d'Aphrodite, dont les deux dieux se disputaient la main : 

« L’antique Nérée s’arma d’une lance aquatique et mene la phalange de ses filles [les Néréides] dans la lutte euienne… Les tribus des Néréides jettent toutes ensemble pour leur père le hurlement du combat : déchaussées, à moitié cachées dans l’eau salée, la compagnie se précipita, furieuse, au combat sur la mer. (...) Les Néréides menaient leurs poissons comme des chevaux rapides vers le but aquatique de leur combat. »

### Sources antiques
- Pseudo-Apollodore, Bibliothèque [détail des éditions] [lire en ligne] (I, 2, 6-7 ; II, 5, 11).
- Hésiode, Théogonie [détail des éditions] [lire en ligne] (v. 233).